# 郝開枝
聖郝開枝（Kai Zhi Hao）於清乾隆四十七年（1782年）在貴州出生。他於二十歲時接受羅馬天主教信仰領洗入教，聖名「若亞敬」（Gioacchino）。他濟貧好施幫助鄰里，並把自己家宅奉獻作為教堂。嘉慶皇帝於清嘉慶十八年頒布禁止天主教的諭旨。郝開枝於清嘉慶十九年（1814年）因信仰問題被囚，期間帶著鐵鍊罰跪十四小時而昏厥，臉上被刺上「天主邪教」四字，後與一群天主教徒留放蒙古伊黎城。流放期間，伊黎城被圍困，清兵無力抵抗；此時郝開枝帶領教徒祈禱，最後敵軍撤退。因此事蹟，郝開枝被特赦回到貴州。回到貴州後他馬上建立教徒的祈禱所（天主教被清廷禁止，宗教活動轉為地下化）。郝開枝於清道光十六年（1839年）再次被捕，官員試圖以重刑使他放棄基督信仰，但郝開枝信心堅決。官府於他被監禁兩個月後將他判處絞刑，罪名為「天主邪教，應該絞死」，終年57歲。教宗良十三世於1900年5月27日將郝開枝宣福。教宗若望·保祿二世於2000年10月1日將郝開枝與百餘位中華殉道真福冊封為聖人。聖郝開枝的瞻禮日是5月29日。